# JK–1 Trzmiel
A JK–1 Trzmiel (JK – Jerzy Kotliński, a tervező neve után, Trzmiel: magyarul poszméh) az 1950-es évek második felében épített lengyel kísérleti egyszemélyes megfigyelő helikopter. Két prototípust építettek belőle. A torlósugár-hajtómű problémái miatt a géppel folytatott tesztek sikertelenek voltak, a fejlesztését beszüntették.

## Története
A lengyel hadsereg vezetése a Nyugat-Európában és az Egyesült Államokban folyó hasonló helikopter-fejlesztési programok (pl. Hiller Hornet) hatására 1955-ben kérte fel a varsói Repülési Intézetet (Insytut Lotnictwa) egy könnyű, egyszerű szerkezetű, könnyen kezelhető, a harctér megfigyelésére használható katonai helikopter kifejlesztésére.
A gép terveit 1955–1956-ban készítették el Jerzy Kotliński vezetésével a Repülési Intézetben. Az egyszerű csőváz szerkezetű, egy főrotoros, hagyományos elrendezésű helikopterhez szokatlan hajtási megoldást, a rotorlapátok végén elhelyezett torlósugár-hajtóművet választottak. A hajtóművet az ezen a területen nagy tapasztalatokkal rendelkező Stanislaw Wojcicki tervezte.
1957-re készült el a prototípus, majd a géppel elkezdődtek a földi tesztek, először még a sugárhajtás alkalmazása nélkül, majd üzemelő torlósugár-hajtóművekkel. Már az első teszteknél erős vibráció jelentkezett a rotorlapátokon, melyet később sem sikerült teljesen megszüntetni. 1957. június 21-én az egyik földi próba során a rotorlapátról levált sugárhajtómű súlyos balesetet okozott, melynek során életét vesztette Antoni Śmigiel berepülőpilóta és a gép közelében álló személyek közül többen megsérültek. A baleset során a helikopter megsemmisült. A baleset okainak elemzését követően módosításokat hajtottak végre a második prototípuson. A biztonság fokozása céljából a helikoptert távirányítással, pilóta nélkül tesztelték. 1958 októberében az egyik hajtómű hibája miatt újabb baleset következett be, de személyi sérülés nem történt. A földi tesztek sikertelensége miatt a második baleset után a gép fejlesztését törölték.
A második prototípus napjainkban a krakkói Lengyel Repülési Múzeumban van kiállítva.